# Parque Suma Rikyū de la Ciudad de Kōbe

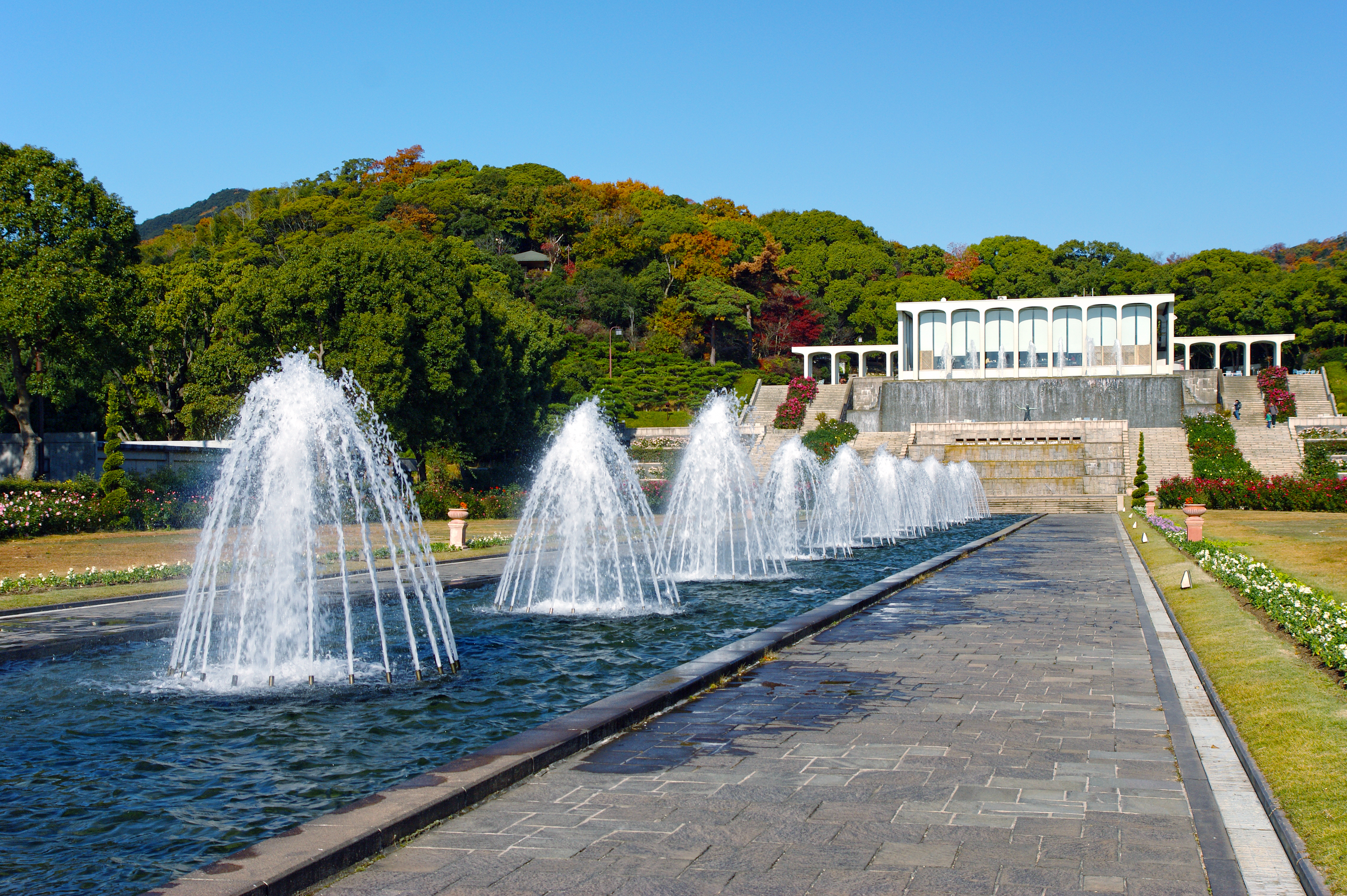
Parque Suma Rikyu de la Ciudad de Kobe.

El Parque Suma Rikyu de la Ciudad de Kobe en japonés: 須磨離宮公園 es un parque de 82,6 hectáreas de extensión que tiene un jardín botánico en su interior, que se encuentra en Kōbe, prefectura de Hyōgo, Japón. Fue creado en 1967 según el modelo general del parque del palacio de Versalles.

## Localización
Se encuentra ubicado en Higashi Suma 1-1, Suma-ku, Kōbe, prefectura de Hyōgo, Japón.34°39′14″N 135°07′03″E / 34.65389, 135.11750
- Altitud : de 40 a 80 m s. n. m.
- Temperatura media anual : 16,2 °C
- Media anual de precipitaciones : 1 342 mm

El parque abre todos los días todos los días excepto el jueves, de 9:00 a 17:00. El parque se cierra del día 29/12 a 03/01. Hay también recorridos nocturnos del parque en primavera y en verano.

## Colecciones

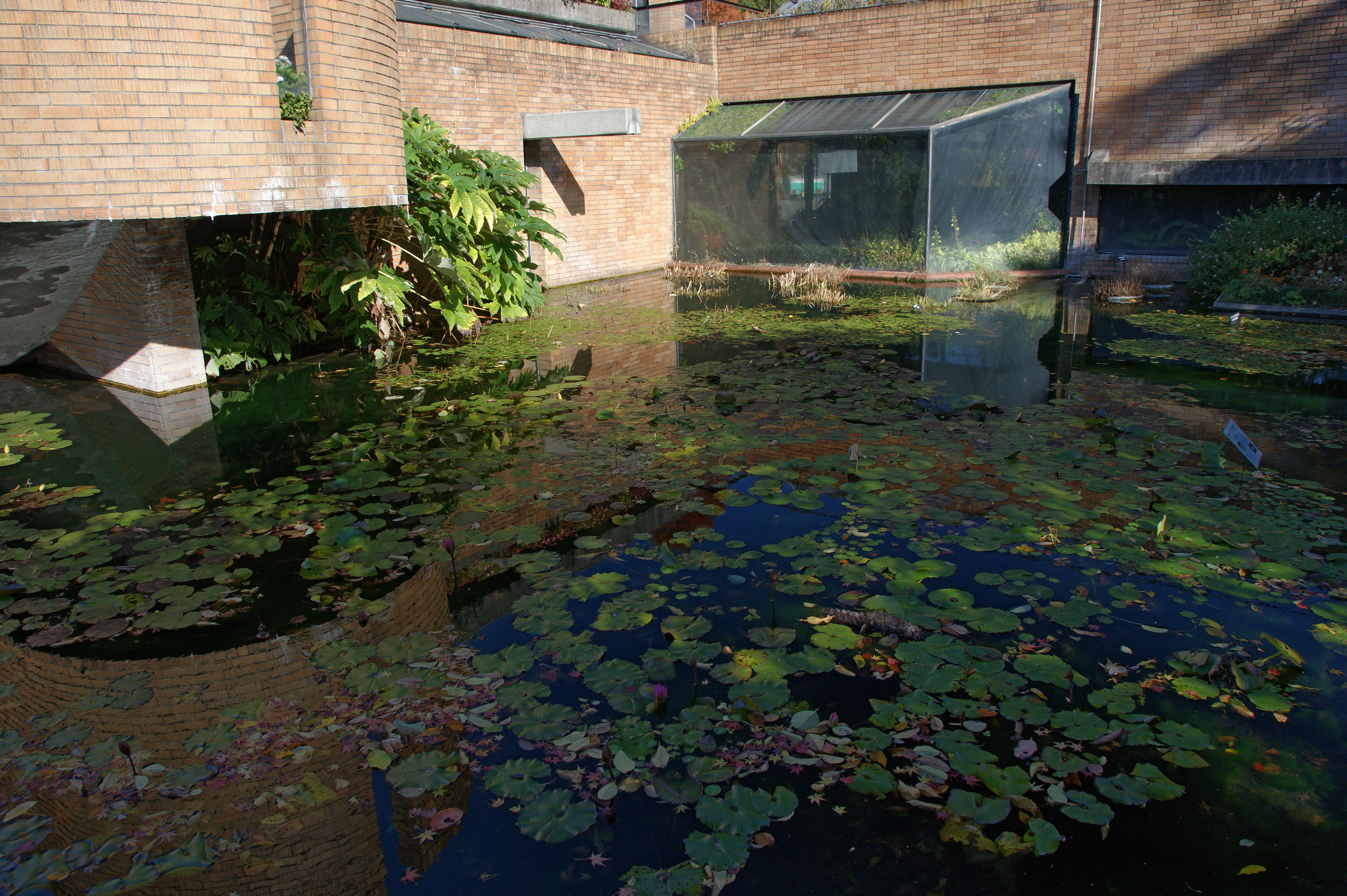
Plantas acuáticas de Suma Rikyu.

- El parque Suma Rikyu incluye un jardín diseñado teniendo como modelo de inspiración el parque de Versalles, incluye cerca de 230 tipos de  árboles diferentes, y alberga a un jardín de Iris con 40 variedades, una rosaleda con 160 variedades de Rosas, un jardín de camelias, fuentes, una superficie de comidas en el campo, un restaurante, una zona de juegos, etc
- Jardín botánico, el jardín botánico con: un jardín de peonias, un jardín de estilo japonés, salas de estilo japonés para la ceremonia del té, un invernadero, un jardín de ciruelos, un jardín de hydrangeas, una avenida franqueada de arces, un sendero de olores, una cascada verde, un salón de té, etc
- El bosque de los niños: con una multitud de juegos en los árboles y un sendero atlético con 28 estaciones.

## Actividades

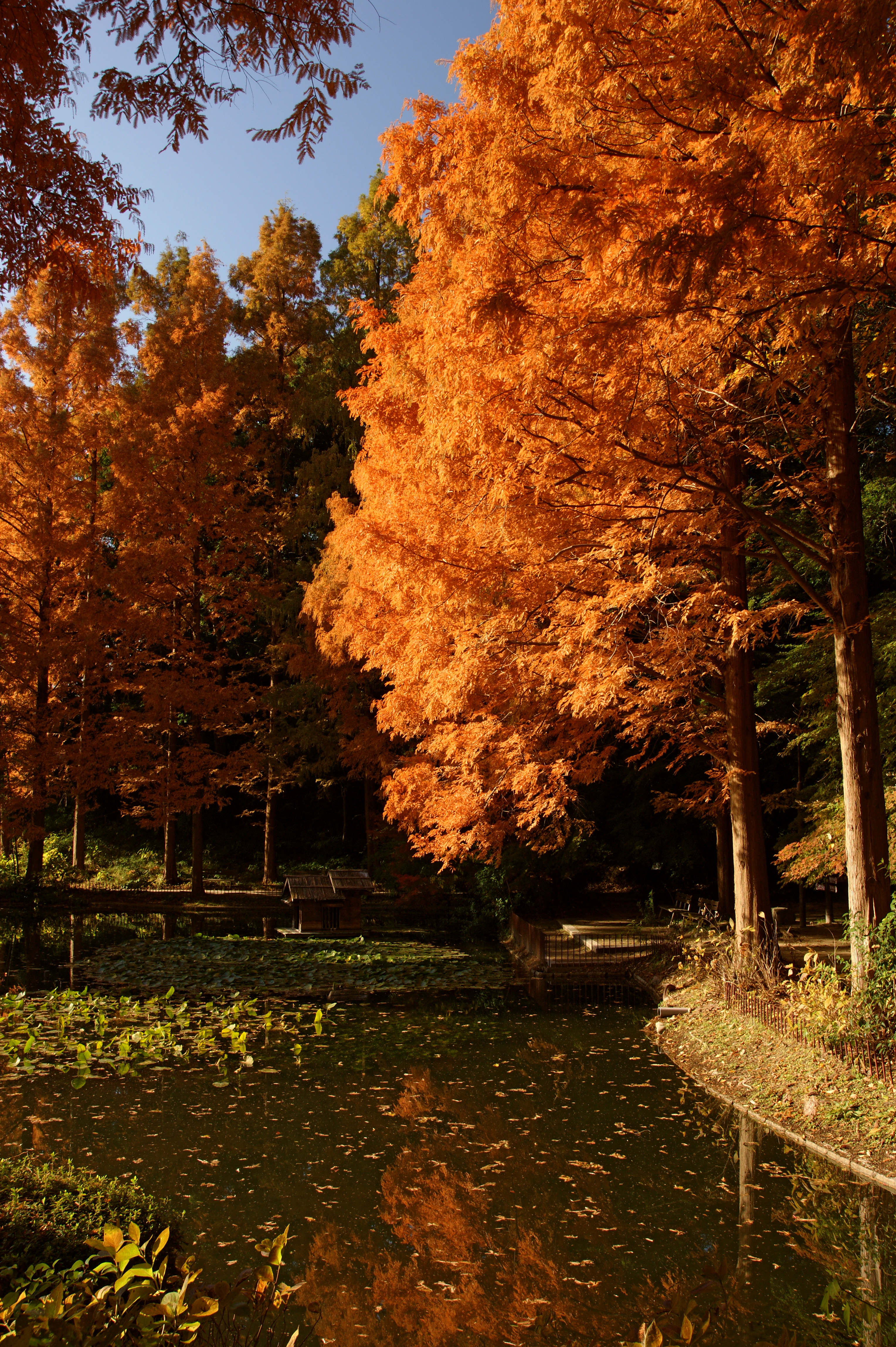
Los colores del otoño en Suma Rikyu.

El parque organiza numerosos eventos a lo largo del año,
- Recorridos nocturnos del parque: del día 29/04 a 31/08, el parque sigue abierto fuera de horario normal, hasta las 20:00 y se iluminan las fuentes el sábado y el domingo.
- La fiesta de la primavera: a principios de mayo, durante el "golden week", el parque organiza ceremonias del té, conciertos y exposiciones para celebrar la primavera.
- La fiesta de las rosas: de mediados de mayo a principios de julio, con conciertos, consejos sobre el cultivo de las rosas, cursos de arreglo floral con rosas, se propone la visita guiada de la  rosaleda.
- La fiesta de los iris: de principio a mediados de junio, talleres de observación de los iris, servicio de té japonés en el jardín de iris el sábado y el domingo.
- La fiesta del verano: de principios de julio a finales de agosto, exposiciones y talleres permitiendo observar y apreciar las floraciones del verano.
- La fiesta de la luna de otoño: tarde cultural con concierto de koto (cítara japonesa) y danza tradicional japonesa admirando la naturaleza de otoño.
- La fiesta de la rosa de otoño : de principios de octubre a finales de noviembre, acontecimientos alrededor de las rosas en esta época del año.
- Exposición de orquídeas: a finales de marzo y a finales de noviembre, exposición de más de 200 orquídeas.
- Festival de los arces: de finales de noviembre a principios de diciembre, se adornan todos los arces del parque cuando exhiben sus cálidos colores de otoño. Se organizan ceremonias del té para admirar el espectáculo de la naturaleza.
- Anuncio de la primavera: de mediados de diciembre a mediados de enero, exposición de arreglos florales de Pino/bambú/ciruelo, que son los tres vegetales símbolos de renacimiento, salud y longevidad. La primera semana del año, el parque organiza una gran fiesta de "mochi-tsuki" durante la cual los visitantes aplastan el arroz cocinado al vapor en un mortero tradicional.
- La fiesta de los ciruelos: de mediados de febrero a finales de marzo, el parque celebra la floración de sus 200 ciruelos, (Prunus mume (Sieb.) Sieb. y Zucc.). Ceremonias del té y degustaciones de "ume-shu" (aguardiente de ciruela azucarada).